# Caridina multidentata
Caridina multidentata es una especie de la gamba de agua dulce originaria del río Yamato (Japón) que habita también en algunas áreas de Corea y Taiwán, sin que esté claro si es nativa en estas últimas localizaciones o ha sido introducida. Vive en «enjambres» de decenas o centenares de ejemplares. Tiene cuerpo traslúcido, cubierto lateralmente con puntos marrones rojizos de ± 0.3 mm, que se asemejan a una línea rota de color rojizo. La superficie dorsal presenta una raya blanca que discurre de cabeza a cola. Los ojos son de color negro. Las hembras se distinguen fácilmente de los machos por una fila más baja y alargada de puntos a lo largo del cuerpo.
Caridina multidentata llegó al mundo de la acuariofilia a comienzos de la década de 1980, introducida por el paisajista acuático japonés Takashi Amano. Se usan en acuariofilia como limpiadoras debido a su alimentación a base de algas.
Caridina multidentata se conoció anteriormente entre los acuaristas como Caridina japonica, rebautizándose como Caridina multidentata a raíz de un estudio de 2006.
Se puede distinguir el sexo de las pequeñas Caridinas de forma sencilla ya que las hembras miden aproximadamente el doble que los machos que no superan los 3 cm. El abdomen de las hembras también es mucho más abultado. Por último las hileras de puntos que recurren su cuerpo en las hembras tienen a juntarse formando líneas discontinuas.

## Reproducción
Caridina multidentata vive tanto en pantanos como en corrientes de agua dulce. Las hembras indican su disposición para aparearse mediante la liberación de feromonas, cuyo rastro siguen los machos para encontrarlas. Una vez que los huevos fertilizados se liberan, llegan a aguas marinas o salobres en las que tiene lugar el desarrollo de las larvas. En cautividad, no obstante, se han registrado casos de reproducción en agua dulce.
Cuando las gambas jóvenes se han metamorfoseado en la última etapa larvaria, y son semejantes a pequeñas gambas adultas, retornan al agua dulce, donde transcurre el resto de su ciclo vital.

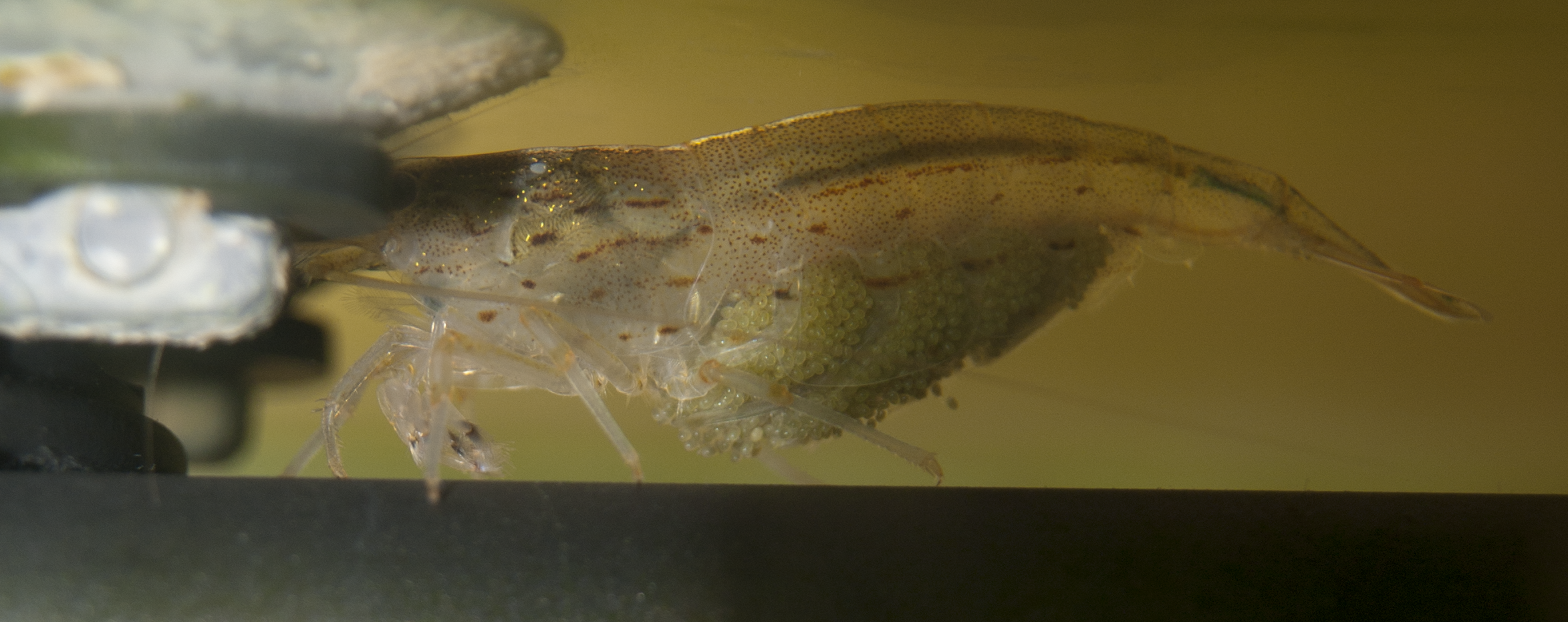
Hembra con puesta de 10 días
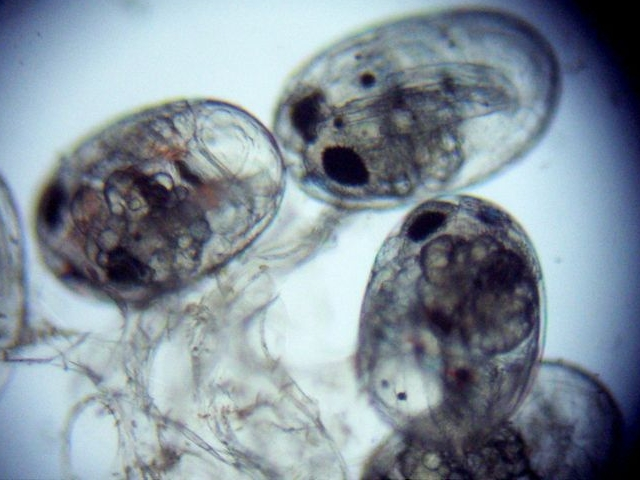
Huevos
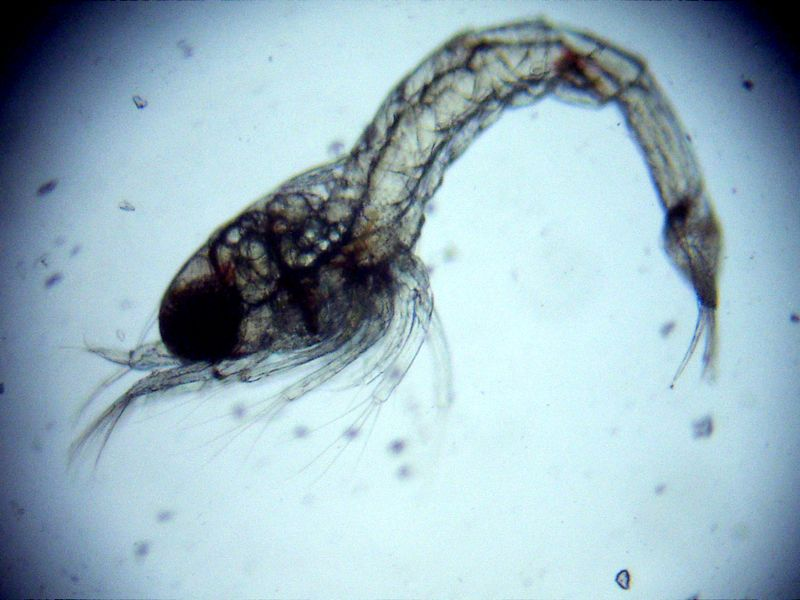
Larva
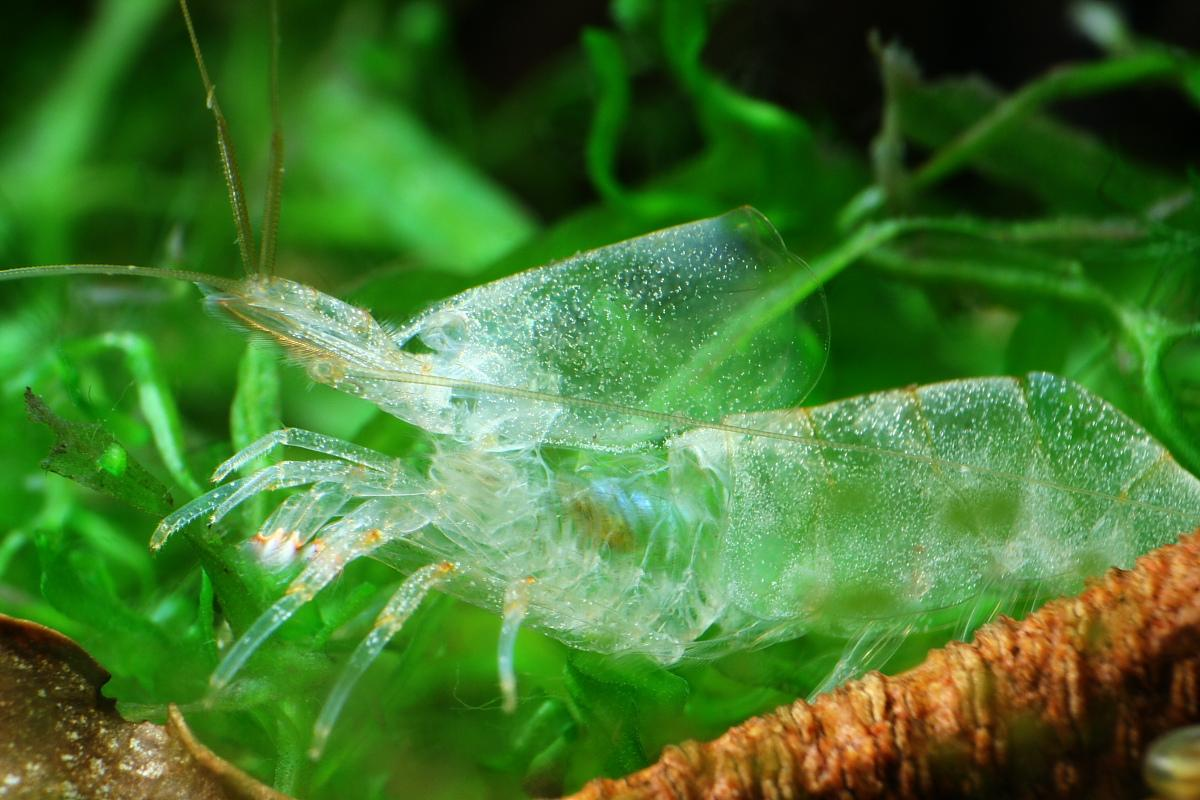
Muda de su exoesqueleto